# Bianqing
Il bianqing (cinese semplificato:编磬, cinese tradizionale:編磬Pinyin:biān qìng) è un antico strumento musicale cinese.

## Struttura e classificazione
Consiste in due o tre file di pietre piatte a forma di L appese a due pali orizzontali. Lo strumento è quindi un idiofono, in quanto il suono è prodotto dalla vibrazione della struttura stessa. Sulle pietre vi sono incise delle miniature rappresentanti solitamente animali.

## Uso
Sono suonati con delle mazze di legno, e rientrano quindi nella categoria degli strumenti a percussione.
I Bianqing venivano suonati durante i rituali Confuciani, ed ancora adesso per simili eventi, in Corea, sono utilizzati i pyeongyeong, strumenti affini importati anticamente.